# Денежная бумага
Денежная бумага — бумага, использующаяся в процессе производства денежных знаков.
С появлением бумаги возникли и бумажные деньги.

## Бумагоделательное производство
Денежная бумага — это весьма необычное, специфическое изделие, сложное в изготовлении. Бумагоделательное производство основано на физико-химических процессах. Лист бумаги состоит из слоя специально обработанных мелких растительных волокон, в основном из целлюлозы, которые прочно соединены между собой за счёт механического переплетения и химических связей.
Бумага формируется (отливается) на сетке бумагоделательной машины из жидкой массы, состоящей из взвеси в воде волокнистых компонентов. В процессе отлива вода стекает (отсасывается), а на сетке образуется волокнистый слой, из которого после удаления избыточной воды сначала прессованием, а затем высушиванием получается бумага. В качестве волокнистых материалов применяются древесная целлюлоза и древесная масса, а для высокосортных и прочных бумаг, какими, в частности, являются денежные, используется хлопковое и льняное волокно (раньше применяли пеньку).
В древесине содержится чистой целлюлозы в пределах 40—50 процентов, а хлопковое и льняное волокна на 90 процентов и более состоят из чистой целлюлозы. Этим, в первую очередь, определяются высокие механические качества и долговечность бумаги из хлопка и льна. Для придания большой прочности и других свойств бумага проклеивается в массе или с поверхности, в неё добавляются наполнители. Для проклейки применяется крахмал, меламиноформальдегидная смола и другие подобные материалы. Механическая прочность зависит также от степени разработки (размола) волокна. Чем выше разработка (фибрилляция), тем больше прочность бумаги. Указанный принцип изготовления бумаги на практике претворяется в виде самых разнообразных технологий, которые создают сотни различных видов бумаг.
Для изготовления денег применяется специальная высокосортная бумага, обладающая высокими техническими и потребительскими свойствами. Она является основой денежного знака и в значительной мере определяет качество и особенно износоустойчивость денег.
Виды бумагоделательных машин:
- плоскосеточные (столовые);
- круглосеточные (цилиндрические).

Главное различие между ними состоит в том, что на плоскосеточных формование (отлив) бумаги осуществляется
на длинной горизонтальной сетке, а на круглосеточных — на сеточном цилиндре.
В бумажной промышленности наиболее распространены плоскосеточные машины, которые производят почти весь объем бумаги. Цилиндрические машины (с несколькими цилиндрами) применяются в основном для изготовления многослойной бумаги и картона. На бумажных фабриках Гознака денежные и ценные бумаги делаются как на столовых, так и на цилиндрических машинах. Однако бумаги с локальным водяным знаком изготовляются на цилиндрических машинах (по причинам, о которых будет сказано далее).

## Требования к денежной бумаге
Важнейшим требованием к денежной бумаге является износоустойчивость.
Принято считать основным показателем, характеризующим износоустойчивость, сопротивление излому и разрыву,
которые нормируются техническими условиями. Бумажные деньги в обращении многократно сгибаются (складываются)
и разгибаются. Поэтому при испытании на приборе фальцере образцы бумаги должны выдерживать (не разрываться) несколько тысяч двойных перегибов (обычные печатные бумаги выдерживают до двадцати двойных перегибов). Высокая прочность должна быть и на разрыв. Она определяется на динамометре и выражается расчетной длиной в метрах полосы бумаги, которая разрывается от собственного веса. Разрывная длина
денежной бумаги исчисляется тысячами метров (значительно больше, чем у обычных бумаг). Кроме этих важнейших показателей, износоустойчивость бумаги характеризуется также и сопротивлением надрыву кромки. Этот показатель высок, но техническими условиями не нормируется.
В процессе печатания типографским и орловским способами прочность бумаги частично снижается, особенно при плохо отрегулированном натиске (давлении). Для обеспечения высокого качества и прочности печатного рисунка денежная бумага обладает необходимой степенью белизны, непрозрачности, гладкости, светопрочности. Она не должна изменять своего цвета (белизны) и снижать механическую прочность под воздействием света, солнечных лучей. Стойкость к «старению» наибольшая у бумаг, изготовленных из волокон льна и хлопка. Красочный слой на бумаге должен хорошо закрепляться и быть достаточно прочным на истирание.

## Защитные элементы
Особое значение для денежной бумаги имеют водяные знаки, которые являются важной защитой от подделки. Кроме того, водяной знак, особенно локальный в виде портрета или другого рисунка, повышает художественный уровень денег.
Водяной знак образуется при отливе бумаги за счет различной толщины слоя волокна. Создание отчетливых и красивых водяных знаков является сложной самостоятельной задачей в технологическом процессе изготовления бумаги. Знак может быть общим, то есть с непрерывно повторяющимся рисунком (узором), или локальным — рисунком, расположенным на листе бумаги в определенном месте. Он обычно размещается на купоне, а также на другом фиксированном месте денежной купюры.
Зарождение рисунка знака происходит в мастерской водяных знаков, в которой готовятся штампы и дендироли. Здесь работают граверы и другие высококвалифицированные специалисты, которые переносят рисунки художников (или фотографии) на штампы и далее на металлическую сетку вала-дендироля или непосредственно на сетку цилиндра круглосеточной буммашины. Дендироль (ровнитель) устанавливается на сетку столовой бумагоделательной машины и при своем вращении образует на влажном бумажном полотне отпечаток своего рельефа (водяного знака). Как правило, таким способом получают бумагу с общим водяным знаком.
Хороший и тем более художественный локальный знак, например портрет, можно получить прежде всего при ручном
отливе. В промышленном масштабе денежную бумагу с локальным знаком готовят на цилиндрической (круглосеточной) бум-машине. Именно на сетке цилиндра, где отштампованы рисунки знака, при формировании бумажного полотна создаются необходимые условия для получения многотонового художественного
знака, который строго фиксируется на площади будущих бумажных листов. Это позволяет в дальнейшем при печатании обеспечить точное совпадение локального знака с печатным рисунком. На сетке столовой бумагоделательной машины подобных условий для получения художественного и фиксированного
знака нет. Знак должен хорошо просматриваться на просвет и быть идентичным на протяжении всего тиража. Наиболее ценными и трудными для подделки являются многотоновые водяные знаки и прежде всего портреты. Водяные знаки в ряде случаев являются настоящими произведениями изобразительного искусства. Примером таких художественных знаков являются портреты на денежных билетах Петра I, Екатерины II, Ленина.
Для защиты от подделки в денежную бумагу иногда добавляют тонкие цветные волокна, вводят металлизированную нить и другие специальные материалы. Применяются волокна, видимые только в определенном спектре лучей.

## Бумажные фабрики, изготавливающие денежную бумагу
Российская Федерация
- Санкт-Петербургская бумажная фабрика Гознака
- Краснокамская бумажная фабрика Гознака